# Circoscrizioni dell'Assemblea di Londra
La Grande Londra è divisa in quattordici circoscrizioni territoriali per le elezioni dell'Assemblea di Londra, ognuna delle quali elegge un membro. Il sistema elettorale utilizzato è il sistema misto: per quattordici seggi è utilizzato il classico meccanismo dei collegi uninominali, mentre, un numero fisso di undici membri aggiuntivi vengono eletti attraverso il metodo D'Hont su liste bloccate di partito estese all'intera Londra.
A partire dal 2007 i quattordici collegi uninominali sono i seguenti:
| Circoscrizione elettorale | Circoscrizione elettorale | Borghi di Londra                                           | N° di votanti al 2021 | Primo partito |  |
| 1                         | Barnet and Camden         | Barnet, Camden                                             | 412 332               | Laburista     |  |
| 2                         | Bexley and Bromley        | Bexley, Bromley                                            | 423 904               | Conservatore  |  |
| 3                         | Brent and Harrow          | Brent, Harrow                                              | 426 373               | Laburista     |  |
| 4                         | City and East             | Barking e Dagenham, Città di Londra, Newham, Tower Hamlets | 637 319               | Laburista     |  |
| 5                         | Croydon and Sutton        | Croydon, Sutton                                            | 432 130               | Conservatore  |  |
| 6                         | Ealing and Hillingdon     | Ealing, Hillingdon                                         | 447 103               | Laburista     |  |
| 7                         | Enfield and Haringey      | Enfield, Haringey                                          | 404 492               | Laburista     |  |
| 8                         | Greenwich and Lewisham    | Greenwich, Lewisham                                        | 402 501               | Laburista     |  |
| 9                         | Havering and Redbridge    | Havering, Redbridge                                        | 402 404               | Conservatore  |  |
| 10                        | Lambeth and Southwark     | Lambeth, Southwark                                         | 461 056               | Laburista     |  |
| 11                        | Merton and Wandsworth     | Merton, Wandsworth                                         | 387 795               | Laburista     |  |
| 12                        | North East                | Hackney, Islington, Waltham Forest                         | 529 229               | Laburista     |  |
| 13                        | South West                | Hounslow, Kingston, Richmond upon Thames                   | 459 309               | Conservatore  |  |
| 14                        | West Central              | Hammersmith e Fulham, Kensington e Chelsea, Westminster    | 365 443               | Conservatore  |  |
|                           |                           |                                                            | 6 191 387             |               |  |